# Colpoproctus
Colpoproctus – rodzaj pluskwiaków z podrzędu różnoskrzydłych i rodziny Dinidoridae. Obejmuje 5 opisanych gatunków.

## Morfologia
Pluskwiaki o ciele w zarysie owalnym, silniej wypukłym po stronie brzusznej niż po stronie grzbietowej.
Niewielkich rozmiarów głowa ma trójkątny, szerszy niż dłuższy zarys. Płytki żuwaczkowe są dłuższe od przedustka i przed nim połączone. Oczy złożone są szypułkowate. Odległość między przyoczkami jest od dwóch do trzech razy większa niż odległość między przyoczkiem a brzegiem oka złożonego. Czułki zbudowane są z pięciu członów, z których pierwszy sięga poza wierzchołek głowy. Sięgająca w spoczynku przednich brzegów bioder środkowej pary kłujka zbudowana jest z czterech członów, z których drugi jest najdłuższy. Bukule są zaokrąglone i płatkowate.
Przedplecze ma krawędź przednią wklęśniętą, krawędzie boczne łukowate, a krawędź tylną pośrodku prostą i po bokach lekko zafalowaną. Tarczka dochodzi do środka długości odwłoka lub jest nieco krótsza. Półpokrywy mają dłuższe od tarczki przykrywki i dochodzące do końca odwłoka lub wykraczające poza jego koniec zakrywki. Środkiem przedpiersia i śródpiersia biegnie podłużny rowek. Gruczoły zapachowe zatułowia mają wyraźne, duże kanaliki wyprowadzające. Odnóża zwieńczone są trójczłonowymi stopami.
Odwłok ma zwykle zasłonięte listewki brzeżne. Przetchlinki na pierwszym z widocznych sternitów odwłoka zasłonięte są przez zapiersie. Genitalia samca odznaczają się trzema lub czterema parami wyrostków na koniunktywie oraz smukłymi, zwykle zakrzywionymi paramerami.

## Rozprzestrzenienie
Rodzaj rozprzestrzeniony jest w krainie etiopskiej. Podawany jest z Wybrzeża Kości Słoniowej, Ghany, Togo, Nigerii, Kamerunu, Gwinei Równikowej, Gabonu, Konga, Zairu, Ugandy, Angoli, Tanzanii, Malawi i Południowej Afryki. 

## Taksonomia
Takson ten wprowadzony został w 1870 roku przez Carla Ståla jako podrodzaj w obrębie rodzaju Aspongopus. W 1909 roku George Willis Kirkaldy wyniósł go do rangi osobnego rodzaju oraz wyznaczył Aspongopus limbatus jego gatunkiem typowym.
Do rodzaju tego zalicza się 5 opisanych gatunków:
- Colpoproctus circumclusus (Distant, 1910)
- Colpoproctus femoralis (Stål, 1865)
- Colpoproctus limbatus (Signoret, 1851)
- Colpoproctus pullus (Stål, 1853)
- Colpoproctus vilis (Walker, 1868)